# Neteajîne, Prîlukî
Neteajîne (în ucraineană Нетяжине) este localitatea de reședință a comunei Neteajîne din raionul Prîlukî, regiunea Cernihiv, Ucraina.

## Demografie
Componența lingvistică a localității Neteajîne
     Ucraineană (100%)
Conform recensământului din 2001, toată populația localității Neteajîne era vorbitoare de ucraineană (100%).